# Yekaterina Fesenko
Pour les articles homonymes, voir Fesenko.
Yekaterina Fesenko-Grun (en russe : Екатерина Фесенко-Грунь), née Fesenko le 10 août 1958 à Krasnodar, est une athlète russe qui concourait pour l'Union soviétique.

## Carrière
Yekaterina Fesenko a été championne d'Union soviétique sur 400 m haies en 1980. Après son mariage, elle apparaissait, dès 1992, dans les palmarès sous le nom d'Yekaterina Grun ou Yekaterina Fesenko-Grun.
Aux championnats d'Europe de 1982, elle se classait septième en 55 s 86. En 1983, elle remportait les titres du 400 m haies et du relais 4 × 400 m aux Universiades. Aux premiers championnats du monde d'athlétisme, en 1983, elle remportait le titre en 54 s 14 avec un centième de seconde d'avance sur sa compatriote Ana Ambrazienė, qui avait en établi un nouveau record du monde en 54 s 02 en juin de la même année.
En compétition, elle avait un poids de forme de 57 kg pour 1,68 m.

## Palmarès

### Jeux olympiques
- Jeux olympiques d'été de 1984 à Los Angeles ( États-Unis)
  - absente pour cause de boycott des pays du bloc de l'Est

### Championnats du monde d'athlétisme
- Championnats du monde d'athlétisme de 1983 à Helsinki ( Finlande)
  -  Médaille d'or sur 400 m haies

### Championnats d'Europe d'athlétisme
- Championnats d'Europe de 1982 à Athènes ( Grèce)
  - 7e sur 400 m haies

### Championnats d'URSS
- Médaille d'or sur 400 m haies en 1980

## Records personnels
- 52 s 26 sur 400 m (1980)
- 54 s 14 sur 400 m haies (1983)

## Sources
- (de) Cet article est partiellement ou en totalité issu de l’article de Wikipédia en allemand intitulé « Jekaterina Fessenko-Grun » (voir la liste des auteurs).